# سيريلة كبيرة الثمار
سيريلة كبيرة الثمار (الاسم العلمي: Cyrilla macrocarpa) هي نوع من النباتات تتبع جنس السيريلة من فصيلة السيريلية.